# 霍季尼夫卡 (諾索夫卡區)
51°9′30″N 31°32′56″E / 51.15833°N 31.54889°E
霍季尼夫卡（烏克蘭語：Хотинівка）是位於烏克蘭北部切爾尼希夫州裏尼任區的村莊，始建於1550年，面積2平方公里，海拔高度121米，2018年人口564，人口密度每平方公里416人。